# Tina Kay
Tina Kay (Alytus, 23 aprile 1985) è un'ex attrice pornografica lituana.

## Biografia e carriera pornografica
Tina Kay è nata il 23 aprile 1985 ad Alytus, in quella che allora era la Repubblica Socialista Sovietica Lituana. A 16 anni ha cominciato a lavorare come modella e cinque anni dopo ha iniziato a fare servizi fotografici per adulti. Si è poi trasferita in Inghilterra dove si è prima affermata come modella erotica e nel 2013, a 28 anni, è entrata nell'industria pornografica, girando la sua prima scena con una ragazza.
Ha lavorato per produzioni come Doghouse Digital, New Sensations, Evil Angel, Digital Playground, Naughty America, Brazzers, Marc Dorcel Fantasies, Reality Kings, Kick Ass, Mile High, Kink.com, Penthouse, Digital Sin e Private. Nel 2014 ha vinto il Premio UKAP come attrice dell'anno mentre a livello internazionale ha avuto la sua prima nomination agli AVN Awards nel 2016 nella migliore scena di una produzione straniera in League of Frankenstein insieme a Jasmine Jae, Mia Malkova e Danny D.
Nel 2020 si è aggiudicata il premio XBIZ come miglior attrice straniera e al 2024 ha girato 888 scene e ne ha dirette 6.

## Riconoscimenti

### AVN Awards
- 2016
  - Candidatura a Best Sex Scene in a Foreign-Shot Production, League of Frankenstein (2015)
- 2019
  - Candidatura a Best Foreign-Shot All-Girl Sex Scene, Tina Sex Addict (2018)
  - Candidatura a Best Foreign-Shot Anal Sex Scene, Tina Sex Addict (2018)
  - Candidatura a Best Foreign-Shot Group Sex Scene, Ticket d'Or (2018)
  - Candidatura a Female Foreign Performer of the Year
- 2020
  - Candidatura a Best Foreign-Shot All-Girl Sex Scene, Dangerous Women (2019)
  - Candidatura a Best Foreign-Shot Anal Sex Scene, Rocco's Time Master: Sex Witches (2019)
  - Candidatura a Fan Award: Most Spectacular Boobs
  - Candidatura a Female Foreign Performer of the Year

### UKAP AWARDS
- 2014

Female Performer of the Year

### XBIZ Awards
- 2018 – Candidatura a Foreign Female Performer of the Year
- 2019 – Candidatura a Best Sex Scene – Feature Movie, Poon Raider: A DP XXX Parody (2018)
- 2020 – Foreign Female Performer of the Year[11]

### XBIZ Europa Awards
2019
- - Vincitrice a Best Sex Scene - Lesbian per The Taste of a Woman con Rebecca Volpetti[12]
  - Candidatura a Best Sex Scene – Feature Movie, Girls with Guns (2018)
  - Candidatura a Female Performer of the Year

2020
- - Candidatura a Best Sex Scene – Feature Movie, Dangerous Women (2019)
  - Candidatura a Best Sex Scene – Gonzo, FantASStic DP 33 (2019)
  - Candidatura a Best Sex Scene – Lesbian, So Wet Beside Her (2019)
  - Candidatura a Best Sex Scene – Lesbian, Taste of a Woman (2019)
  - Candidatura a Female Performer of the Year